# 安恒良一
安恒 良一（やすつね りょういち、1924年3月15日 - ）は日本の政治家。元日本社会党参議院議員（連続3期）。

## 経歴
- 福岡県出身。
- 旧制福岡県立鞍手中学校（現・福岡県立鞍手高等学校）卒業。
- 西日本鉄道（西鉄）入社。
- 1945年　西日本鉄道労働組合結成に参加。労働運動に従事。
- 西日本鉄道労働組合書記長。
- 日本私鉄労働組合総連合会（私鉄総連）書記長。
- 1965年　原水爆禁止日本国民会議常任執行委員（財政担当）。
- 日本労働組合総評議会（総評）副議長。

## 政歴
- 1977年7月　第11回参議院議員通常選挙全国区に日本社会党公認で立候補し初当選（42位、得票687631）。
- 1983年6月　第13回参議院議員通常選挙比例代表区に日本社会党から名簿順位第6位で立候補し2選（社会党の比例代表獲得議席は9）。
- 1989年7月　第15回参議院議員通常選挙比例代表区に日本社会党から名簿順位第5位で立候補し3選（社会党の比例代表獲得議席は20）。
  - 社会党選挙対策委員長などを務める。
- 1995年7月　第17回参議院議員通常選挙不出馬。

## 東京佐川急便事件
- 1992年2月　東京佐川急便事件起こる。東京地方検察庁特捜部は東京佐川急便の渡辺広康社長ら4人を特別背任容疑で逮捕。
- 1992年2月　以前から親しかった安恒と渡辺社長の関係に疑念が持たれ、多額の借入金など東京佐川急便グループとの不明朗な交際が指摘される。
- 1992年3月　社会党執行部は安恒に議員辞職勧告をするも安恒はこれを拒否。3月16日離党届提出。執行部はこれを受理せず翌17日安恒を除名処分。
- 1992年11月　東京佐川急便事件に関し社会党が竹下登元首相らの証人喚問を要求。これに対し自由民主党は安恒のほか東京佐川急便との不明朗な関係が取り沙汰されていた日本社会党衆議院議員筒井信隆・同吉田和子ら11名の野党議員の証人喚問を要求し対抗。結局安恒・吉田らは喚問されず。
- 1993年4月1日　安恒の1億円以上の所得隠しが発覚し、追徴課税。東京佐川急便からのヤミ献金との疑いが持たれたが、その後はっきりしないまま事件は終結した。

## 著書

### 寄稿
- 「交通運輸産業における長時間労働と時間短縮」（日本労働協会／編　『時間短縮』所収　1960年　日本労働協会）
- 「私鉄総連と熟練度別最低賃金率」（日本労働協会／編　『労働組合と賃金　その改革の方向』所収　1961年　日本労働協会）